# 匿鳞薹草
匿鳞薹草（学名：Carex aphanolepis）为莎草科薹草属下的一个种。分布于朝鲜、日本以及中国大陆的安徽、江苏等地，常生于林下或林缘阴湿处。

## 扩展阅读
- 維基物種上的相關：匿鳞薹草